# Fear X
Fear X är en film från 2003 i regi av Nicolas Winding Refn som även skrev manus tillsammans med Hubert Selby Jr. Filmen floppade och Refn blev skyldig 1 miljon dollar och var tvungen att göra Pusher II och Pusher 3 för att betala tillbaka pengarna.[källa behövs]

## Handling
Harry letar efter den man som mördade hans fru och tror att svaret finns i övervakningsband. En dag upptäcker han ett spår...

## I rollerna
- John Turturro - Harry Caine
- Deborah Kara Unger - Kate
- Stephen Eric McIntyre - Phil
- William Allen Young - Agent Lawrence
- Gene Davis - Ed
- Mark Houghton - Polisen
- James Remar - Lt. Peter Northrup
- Amanda Ooms - Prostituerad på hotell
- Nadia Litz - Ellen
- Dan K. Toth - Hotel värd
- Liv Corfixen - Hotel värdinna
- Victor Cowie - Bill Craven
- Sharon Bajer - Sally
- Jeffrey R. Lawrence - Frank[2]

## Om filmen
Filmen spelades in i kronologisk ordning.